# Гуменці (Кам'янець-Подільський район)
Гу́менці — село в Україні, центр Гуменецької сільської територіальної громади Кам'янець-Подільського району Хмельницької області.

## Назва
Досі не з'ясовано походження назви «Гуменці». Є припущення, що раніше назва села була «Ігуменці». Цей топонім пов'язаний з грецьким словом «ігумен», що означало настоятель чоловічого монастиря. Є доведення, що в ХІІ—XIV ст. землі села належали Ігумену Кам'янецького православного монастиря, який був зруйнований наприкінці XIV ст. військами литовського князя Вітовта чи монголо-татарською ордою. Тоді ігуменцями називали селян, яких тут поселили, щоб збільшити доходи монастиря.
Деякі історики іншої думки. Зокрема, Єфименко С. Д. та Бабишин вважають, що назву Гуменці треба виводити із назви староукраїнського слова «гумно» — місце зберігання і обмолоту скошеного хліба. Скошений або зжатий хліб звозили на панське гумно, тобто тік, де його ліяли (обмолочували) биками. З таким доведенням можна не погодитись, тому що в той час, вже було багато населених пунктів, у яких було своє місце зберігання хліба.
Топонім Ігуменці найчастіше зустрічається в джерелах історії про походження назви села Гуменці, як найбільш документально доведений історією Поділля.

## Географія
Село Гуменці розташоване вздовж річки Мукша, за 9 км від райцентру і залізничної станції Кам'янець-Подільський. Біля села проходить автомобільна дорога Н03 та залізниця, станція Гуменці. Неподалік на північний-схід від села ростуть значні лісові масиви. На відстані 1—2 кілометра лежать села Привороття Друге і Колубаївці.

### Клімат
Гуменці знаходяться в межах вологого континентального клімату із теплим літом у так званому «теплому Поділлі», тут весна настає на 2 тижні раніше. Але діяльність людини призводить до поганих змін та глобального потепління. Рівень наповнення річок водою в області становить лише 20 % від необхідного стандарту. Негативний вплив мають численні кар'єри довкола села, що руйнують кряж Товтри та вирубуються лісові масиви. На державному рівні повинні бути прийняті програми, які б забезпечували відновлення таких територій до первинного стану, після завершення видобування копалин.

## Історія

### Стародавні часи
Перші поселення на території села Гуменці з'явилися ще в доісторичну добу, що підтверджують кам'яні знаряддя праці: кременеві ножі, наконечники стріл, кам'яні ручні рубила, скребачки та ін., які знаходять у межах села. Спочатку край заселяли хлібороби-скотарі, а пізніше слов'яни, які займалися землеробством, і в меншій мірі скотарством та мисливством. Про це свідчать сліди тих археологічних пам'яток, знайдених на території Гуменець та сусідніх населених пунктів Подністров'я: Усті, Пудлівцях, Оринині, Луці-Врубловецькій. Археологічними пам'ятками села є Городище на Кармалюковій горі із північно східного боку. Сліди земляних укріплень, висипаного валу зберігаються і тепер.
У межах гуменецьких і колубаївських полів міститься Колубаївське городище. Про нього згадується у «Подільських Єпархіальних відомостях» у розділі «Історико-статистичний опис церкви села Гуменець Камянецького повіту» від 1869 року. Зокрема, там є такі відомості: «На полях Гуменець, за сім миль від Кам'янця з лівого боку дороги (в напрямку Дунаєвець), знаходиться група з 4 курганів, один курган значно більший за величиною (висота 6 саженів) із заглибленням посередині; по периметру в основі 16 саженів; інші три кургани менших розмірів, розташовані півколом навколо великого». І. Ролле вважав, що це залишки земляних укріплень, збудованих в 1633 р. гетьманом Конецпольським з метою захисту польського війська від турків, що вторглися тоді на Поділля під проводом Абази-Паші. Далі автор робить припущення, що, можливо, кургани більш раннього походження.
Існують припущення про те, що кургани слов'янського походження. У період Київської Русі вони мали оборонно-укріплений характер від набігів кочових племен половців та інших ворогів. Половецький хан Солодовий Буняк в ХІ столітті на цій горі зруйнував монастир, що мав укріплений вал та інші споруди.

### Заснування села
У люстрації 1469 року вказано, що королівські маєтності Бабшин, Дем'янківці та інші були в управлінні Михайла з Гуменців.
Перші відомості про село Гуменці з'явились у 1493 р. У тодішньому податковому списку в Гуменцях налічувалось 16 димів (господарств) із населенням 95 чоловік.
В 1512 р. з'являються дані про суперечки сільських жителів за гуменецький ліс з кам'янецькими міщанами. У цей час точилась боротьба між окремими поміщиками за ринок Кам'янця і його ремісників. Село часто потерпало від турецько-татарських набігів. У 1550 році воно було знищено татарами, а в 1672 р. його знищили турки. У той час Гуменці знаходились між оборонними спорудами Кам'янця-Подільського.
Згідно з відомостями «Трудів Подільського єпархіального комітету» під редакцією професора Яворського за 1895 р. № 902—885 у Гуменцях в 1530 р. налічувалось 4 лани, в 1542 р. було 4 лани і 2 водяних млини. З 1565 р. село належить шляхтичам Хоцімірським, Калиновським (зокрема, Марцінові, синові Яна). У їх володіннях нараховувалось 7 ланів. Протягом 1565 — 1583 років кількість ланів збільшується до 11. З 1678 р. селом владує Ян Хоцімірський, у XVII ст. Гуменці належать польським поміщикам: Єловіцьким, Вітославським, Раковським, Росцішевицьким.
Відомості про церкву ми знаходимо в «Подільських Єпархіальних відомостях» Юхима Сіцінського. Церква в селі була у 1569 р. В 1740 р. з'явилась нова дерев'яна церква Василя Великого. Через десять років знову будується велика дерев'яна церква. Але вони всі були зруйновані під час пожеж. Лише у 1812 р. був збудований православним священиком Симоном Дубиневичем кам'яний храм, що проіснував до 70-х років ХХ ст. Він розміщувався посередині села на пагорбі, поблизу поштової дороги. За архітектурою більше був схожий на католицький костел, ніж на православний храм. При ньому знаходились захоронення будівничих храму Симона і його дружини Соломії. Для входу в церкву з боку дороги в 1845 р. були збудовані кам'яні сходи, які збереглися досі (вони є парадним входом у новозбудовану школу на місці колишньої церкви).
Боротьба селян Поділля проти експлуататорів протягом 1812 — 1835 років була тісно пов'язана з іменем народного месника Устима Кармалюка. Недалеко від Гуменець з північно-східного боку, як свідок важких років селянської боротьби, височить гора, вкрита густим лісом. Народ назвав цю гору Кармалюковою, бо саме тут, у глибокій печері, переховувався від переслідування поміщиків та царської поліції Устим Кармалюк.
На початку жовтня 1846 р. Кармалюкову гору відвідав Т. Шевченко, який прибув у подільський край за завданням комісії, яка була направлена сюди генерал-губернатором Бібіковим Д. Г. Про перебування великого Кобзаря у нашому краї описав М.Магера в повісті «Кам'янецькими стежками» писав так:
{{«Подорожні поминули вже село Гуменці, яке загубилося в глибоких ярах між розложистими високими вербами вздовж тихоплинної Мукші. Вдалині, на фоні блакитного неба, помережаного довгастими білими хмарами, все яскравіше виднілася Кармалюкова гора. Здалеку вона нагадувала золоту шапку якоїсь казкової істоти. Знизу до самого верху гора заросла густим лісом, торкнулася своїм чарівним пензлем до дерев, розмалювавши верхів'я гори темно-червоними фарбами. Тому здавалося, що там, вгорі, палає велетенське вогнище.»}}
У 1860 р. в Гуменцях вперше відкрито церковно-приходську школу. У 1870 р. в школі навчалось 18 хлопчиків і 10 дівчаток, учителем був псаломщик. До 1883 р. шкільного будинку не було. Діти навчалися в найманих селянських хатах та церковних приміщеннях. Школярів вчив лише один вчитель, який одержував 10 карбованців на місяць. В 1883 р. на старому шляху на кошти селян Гуменець та Колубаївець при допомозі земської управи була збудована школа. Тоді селяни сіл Гуменець і Колубаївець внесли на будівництво школи 600 карбованців.
Аграрна реформа 1861 р. торкнулася і гуменчан, але мало покращила їх життя. Селянам, які були збезземелені поміщиками до 1857 р., був виділений трьохдесятинний наділ, збезземеленим після 1857 р. поверненні їх попередні ділянки. Після реформи і далі зберігалось поміщицьке землеволодіння, гуменчани виконували різні відробітки на поміщиків, цілий ряд викупних платежів та інші види податків. Жителі села вороже зустріли земельну реформу, вони не вірили в царський маніфест 19 лютого 1861 р. Поміщиця села Гуменець Росцішевська в 1862 року готує всякими улесливими заходами сільську общину до викупу земель. У першу чергу вона хотіла покращити Мирський указ, який діяв в інтересах пані Росцішевської Ідилії Еразмової. У 1865 р. село з публічного торгу перейшло до поміщика Антона Охоцького, нащадкам якого воно належало аж до 1917 р.
В 1883 р. в селі Гуменці Маківської волості було засновано народне училище-школу у приміщенні приватного будинку. Училище перебувало на державному утриманні 226 крб. і від общини 450 крб. Навчалося там 45 хлопчиків і 13 дівчаток. Вчителькою була Олена Чорняєва, яка мала посвідчення домашнього вчителя. Закононавчаючий священик Олексій Іванович Угринович, вчитель на пастирській посаді з 20 грудня 1883 р. мав наперсний хрест з одержанням 100 крб. При училищі знаходилась одна десятина землі, на якій було засаджено сад і город. У 1897 р. проходить перший перепис населення. За даними перепису у селі проживало 1626 чоловік.

### ХХ століття
Перша світова війна 1914—1918 років від початку і до кінця утримувала нашу місцевість прифронтовою зоною. Це призвело до важкого занепаду господарства гуменчан. Війна забрала багато худоби, реманенту, зменшувались врожаї. Велика кількість гуменчан пішла на війну, з якої багато не повернулись.
16 листопада 1920 р. в Гуменцях утвердилась радянська окупація. Протягом 1921─1922 років проведено перше так зване «розкуркулення» селянства, а земля була націоналізована. 14 листопада 1921 р. в селі проходили вибори до складу Сільської Ради. Головою став Марунчак Тарас Якович. У квітні 1923 р. організовано споживче товариство (сільпо). В 1930 р. почав працювати вапняковий завод, де в той час працювало 55 робітників.
Разом з Україною Гуменці переживали часи колективізації, що супроводжувались репресіями та остаточним розкуркуленням селянства. В 1930 та 1931 році на території села було організовано аж 4 колгоспи:
- Шлях до соціалізму (березень 1930 р.)
- Нове життя (березень 1931 р.)
- ім. Ворошилова (квітень 1931 р.)
- Першого Травня (квітень 1931 р.)

А в 1932 році всі вони об'єднались між собою і утворили колгосп ім. Котовського, що існує й сьогодні. Головою було обрано Дубчака Сидора Романовича. Об'єднаний колгосп нараховував 1200 га землі та 439 господарств.
Голодомор 1932─1933 рр. мало зачепив с. Гуменці, втім репресії, зачепили набагато більше людей, ніж голод. Всього за період 1929─1941 рр. було репресовано або розстріляно близько 70 сімей. Дані свідчать що перед колективізацією село мало 360 дворів, а напередодні війни залишилось 310 дворів.
У 1933 р. початкова школа с. Гуменці була перетворена в семирічну, а через три роки збудований і відкритий для навчання двоповерховий будинок школи, де в 1941 р. вже навчалось 280 учнів.
Ще не отямившись від темних часів сталінських репресій, 13 липня 1941 р. почалася німецька окупація, що тривала 2 роки і 9 місяців. Було вивезено 249 гуменчан на каторжні роботи, з яких 19 не повернулось. У цей час на території села діяла група партизанів із загону Боженка. Згодом, до них приєднались гуменчани Кирилюк Гнат та Спасюк Савелій. На території села окупанти збудували аеродром (тепер на його місці знаходиться цементний завод), який знищила радянська авіація в 1944 р. В обороні міста Кам'янця-Подільського 29 березня 1944 р. брали участь і гуменчани, зокрема за проявлену відвагу радянське командування оголосило подяку Завальському Івану Івановичу. Того ж року 30 березня Гуменці радянська окупаційна армія остаточно звільнила село від окупантів.
Почалась післявоєнна відбудова. Майже всі господарства були занедбані, земля пустувала, все доводилось починати спочатку. Великий внесок у відбудову села зробили: Сов'як Параска, Сидір Дубчак, Ілля Блажко, Іван Лисенко та ін., які своєю працею практично з нічого перетворили місцевий колгосп в одне з передових господарств у районі. Внаслідок ухвали облвиконкому від 12 січня 1967 року про об'єднання населених пунктів, які злилися, до Гуменців приєднано село Гуменецьке.
Економічний і культурний розвиток села 50—70 років сприяв швидкому розширенню села та збільшення населення. В 1954 році Гуменецька неповно-середня школа перетворена в середню, у якій навчалось 391 учень і працювало 27 вчителів. У 1960 р. відбулось об'єднання колгоспів Гуменець, Вербки та Колубаївець, тоді воно нараховувало 4 602 га землі, у тому числі 3 214 га ораної. За численними вимогами селян 1966 р. почалось будівництво двоповерхового будинку культури на 600 місць, який завершили через 4 роки. У 1967 р. в центрі села споруджується шестиметровий пам'ятник на честь загиблих гуменчан у роки Другої Світової війни. 1970 рік символізувався з одної сторони повною електрифікацією села, а з іншої було закінчено будівництва цементного заводу, який сьогодні є одним з найбільших в Україні. На початку 80-х розпочалось будівництво птахофабрики, яка в 90-х роках була приватизована і тепер носить назву ЗАТ «Авіс».

### Роки відновлення Незалежності
З 1991 року в складі незалежної України. Перші роки незалежності негативно вплинули на економічне становище села, у результаті чого багато підприємств на території Гуменець, зазнали великих збитків та втрат. На сучасному етапі розвитку села, потрібно вирішувати проблеми не лише економічного, але й культурного характеру.
23 листопада 2002 року відбулось відкриття пам'ятника жертвам репресій в День пам'яті жертв Голодомору та політичних репресій, за сприяння гуменчанина, члена Національної спілки журналістів України Миколи Петровича Марунчака.
13 серпня 2015 року внаслідок об'єднання сільських рад село стало адміністративним центром Гуменецької сільської громади. Об'єднання в громаду має створити умови для формування ефективної і відповідальної місцевої влади, яка зможе забезпечити комфортне та безпечне середовище для проживання людей.

## Населення

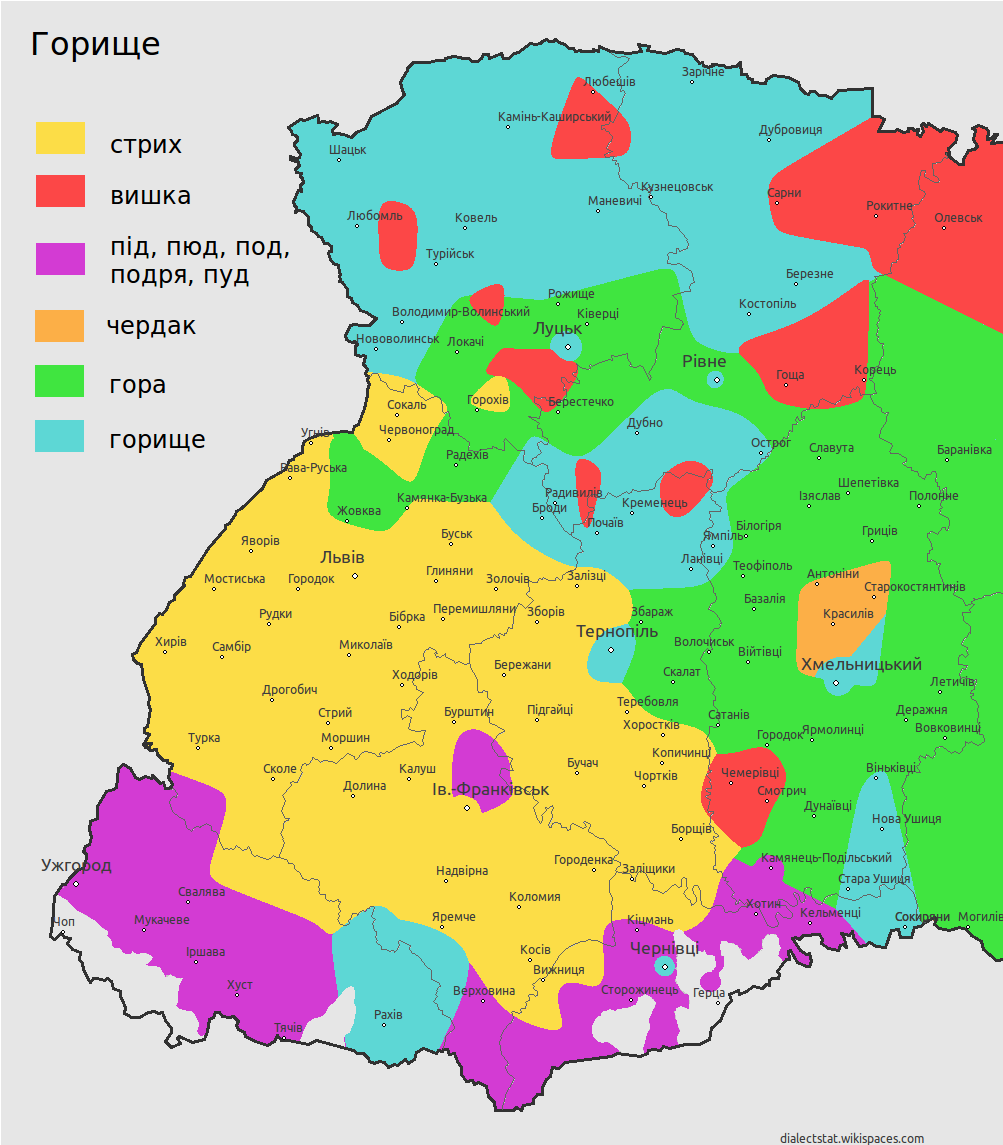
Селі Гуменці поширені такі діалекти слова «горище»: стрих, вишка, гора, під, подря, под, пуд

За даними на 1998 рік: дворів — 761, мешканців — 2129.
Населення становить 2114 осіб станом на 2015 рік.

### Мова
У селі поширені західноподільська говірка та південноподільська говірка, що відносяться до подільського говору, який належить до південно-західного наріччя.
Розподіл населення за рідною мовою за даними перепису 2001 року:
| Мова       | Кількість | Відсоток |
| ---------- | --------- | -------- |
| українська | 2066      | 97.73 %  |
| російська  | 38        | 1.80 %   |
| польська   | 6         | 0.28 %   |
| білоруська | 3         | 0.14 %   |
| угорська   | 1         | 0.05 %   |
| Усього     | 2114      | 100 %    |

## Економіка
У селі знаходиться підприємство ТОВ «СП Весна 21», яке входить до групи компаній UkrLandFarming. До складу підприємства входять комбікормовий завод та елеватор, розрахований на зберігання пшениці, кукурудзи, ріпаку та сої потужність 55 тис. тонн. На початку 2019 року у підприємство група компаній UkrLandFarming інвестувала 2 млн гривень у нове обладнання для комбікормового виробництва, що дає можливість для виробництва самостійно виробляти соєву олію і соєву макуху, а також отримала сертифікат сертифікат системи управління безпечністю продукції НАССР.

## Релігія
- Церква Святого Пантелеймона (УПЦ МП)

## Пам'ятники
- Пам'ятник жертвам репресій 1930—1952 рр., де викарбувано 202 прізвища селян Гуменців, котрі постраждали від радянських катувань.

## Відомі люди

### Народилися
- Марунчак Іван Олександрович — український селянин, репресований, розкуркулений, автор книги спогадів «Нелегальне життя куркульського недобитка».
- Віктор Трихманенко (10 травня 1923) — письменник.
- Володимир Ковтун (16 липня 1931) — український письменник.
- Ігор Чорний (21 серпня 1953) — доктор технічних наук.
- Мислицький Валентин Францович (*18 вересня 1938 р. -+16 грудня 2019 р.) — професор, доктор біологічних наук, завідувач кафедри патологічної фізіології (1989—2008 рр.), декан медичних факультетів (1997—2000 рр.) Буковинського державного медичного університету, академік Української академії наук, лауреат премії імені Юрія Федьковича, відмінник народної освіти України. Народився 18 вересня 1938 року в с. Гуменцях Кам'янець-Подільського району Хмельницької області. Закінчив Чернівецький медичний інститут (1965 р.) та аспірантуру при кафедрі нормальної фізіології . З 1968 року працював у цьому навчальному закладі до останніх днів свого земного життя, ведучи серйозні наукові дослідження. Підготував 9 кандидатів наук. Автор 1 підручника, 15 навчальних посібників, 1 монографії, 258 статей, 3 методичних рекомендацій. Помер Валентин Францович Мислицький 16 грудня 2019 р., Чернівці.

### Пов'язані з селом
- Микола Любенчук (1946—1997) — народний депутат України першого скликання (1990—1994), працював головою місцевого колгоспу.

## Охорона природи
Біля села є ботанічні заказники: Товтра Вербецька та Кармалюкова Гора. Село лежить у межах національного природного парку «Подільські Товтри».

## Галерея

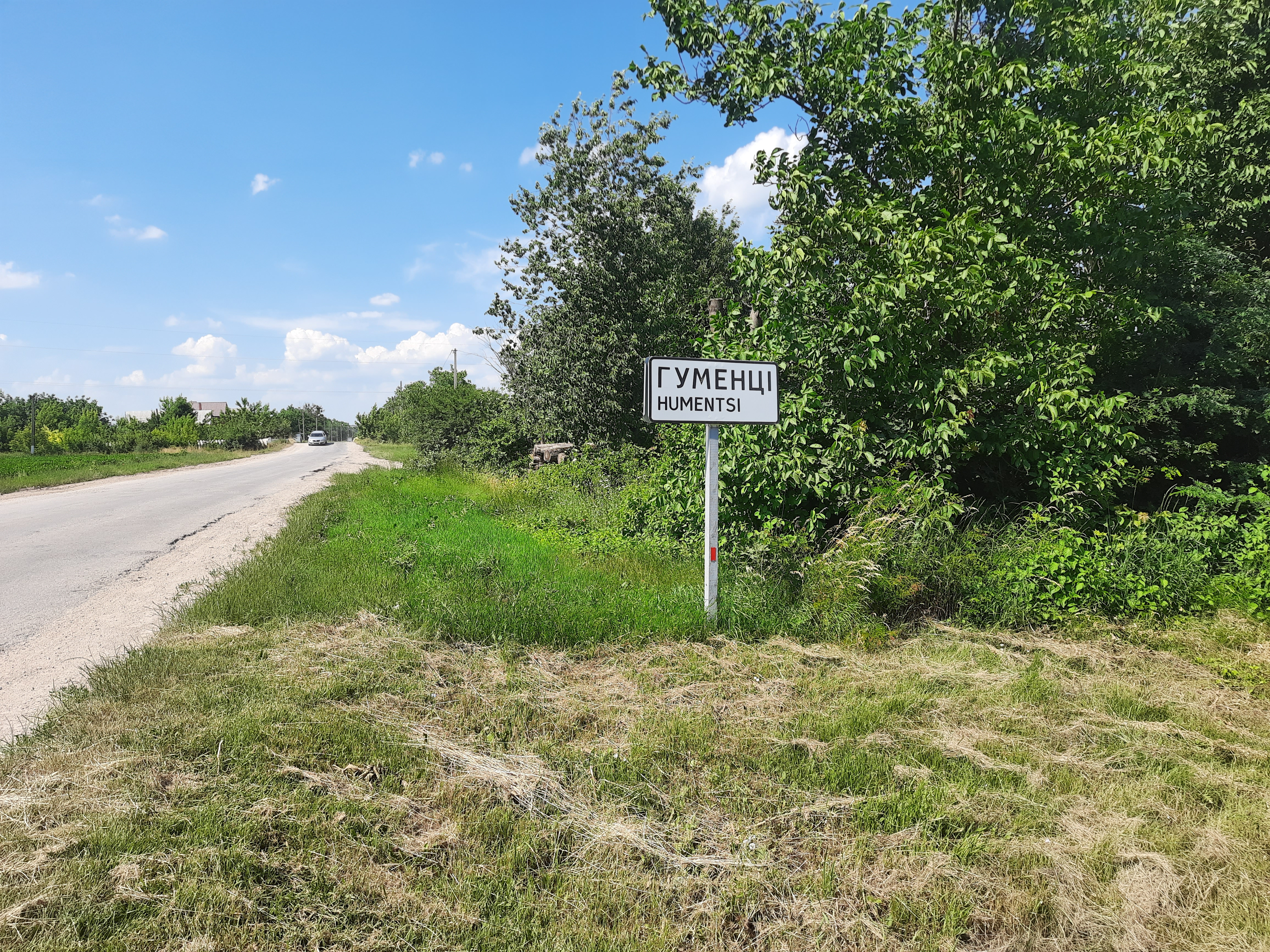
В'їзд у село
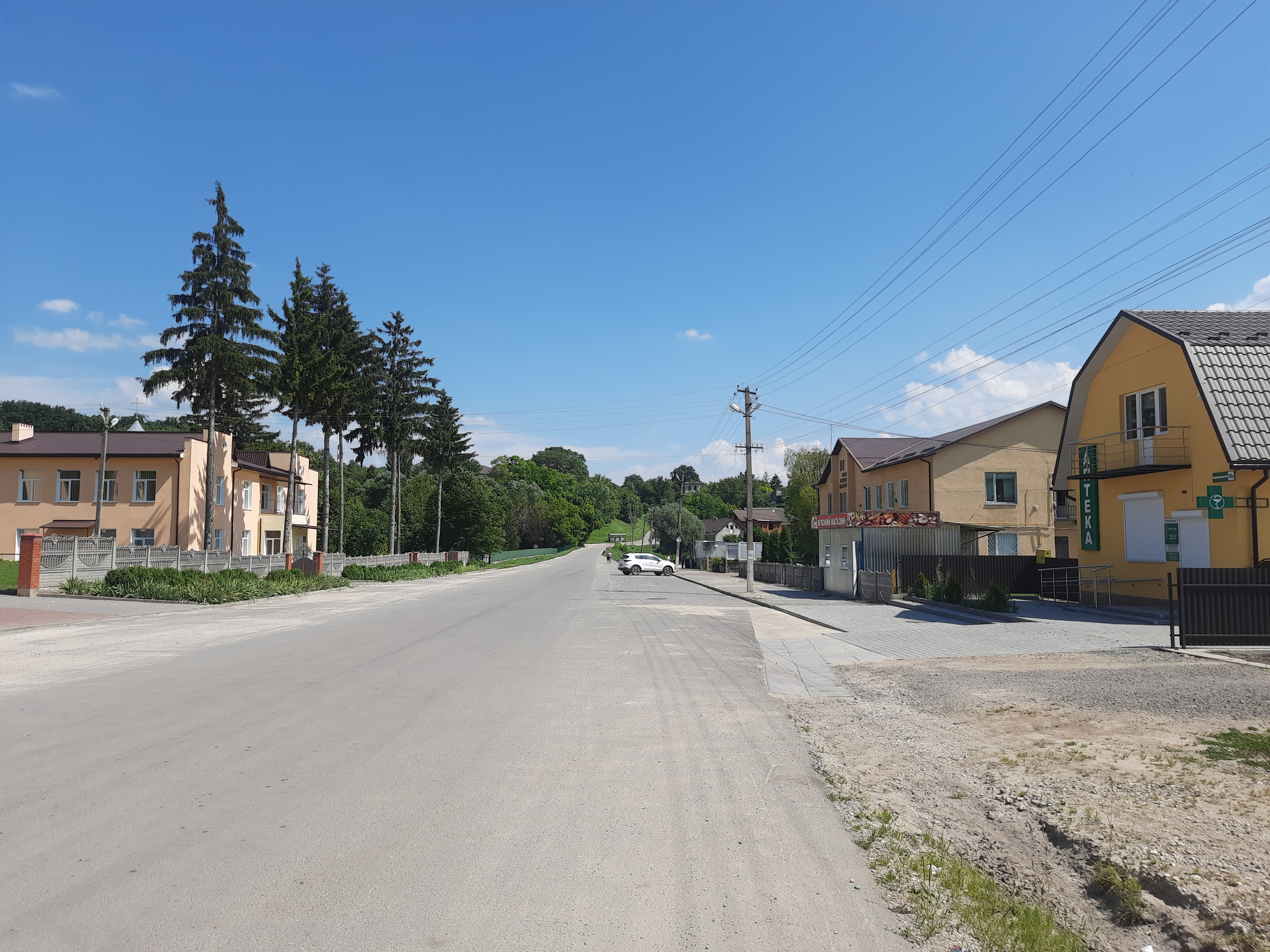
Центр села
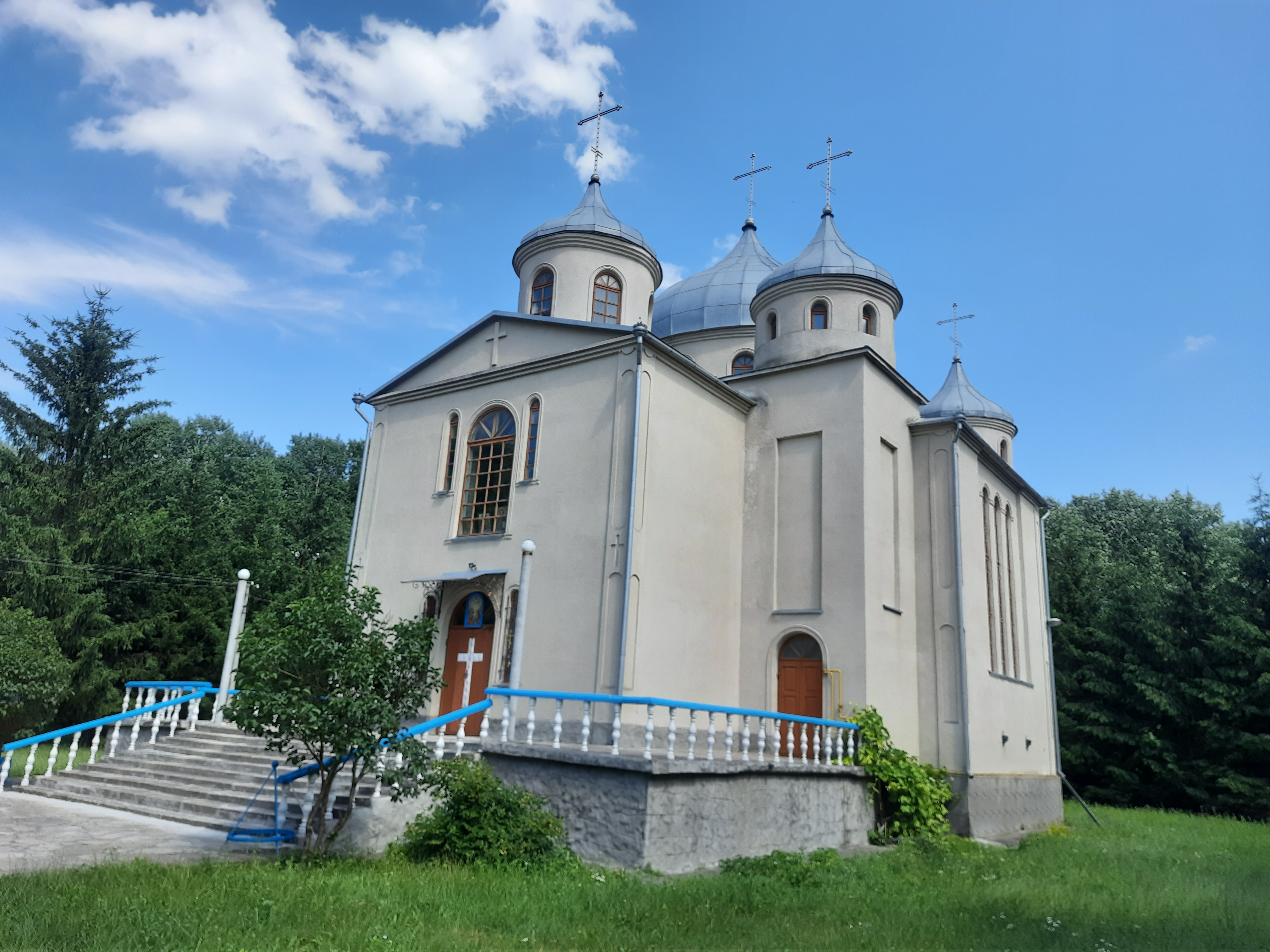
Церква Святого Пантелеймона
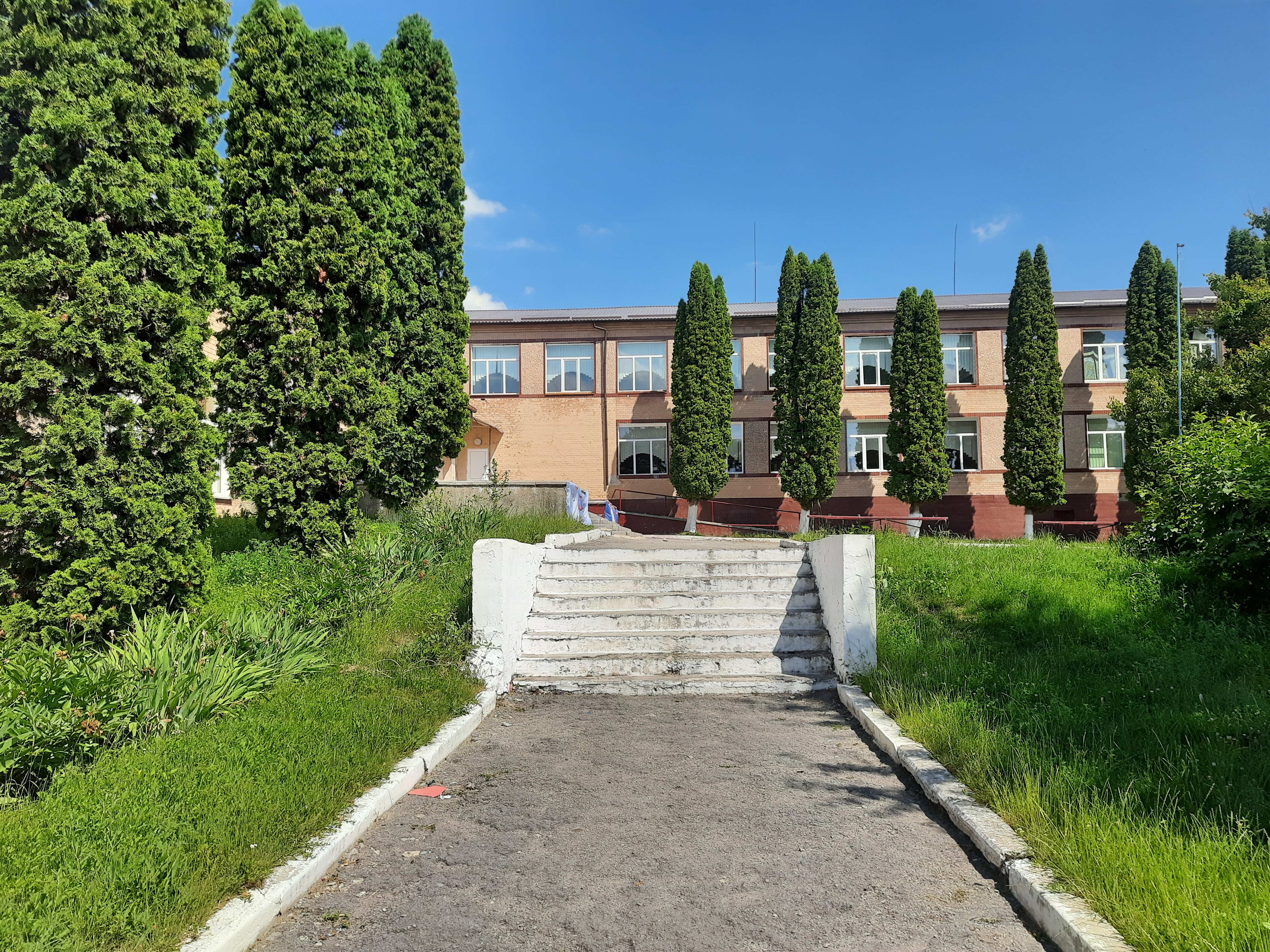
Школа
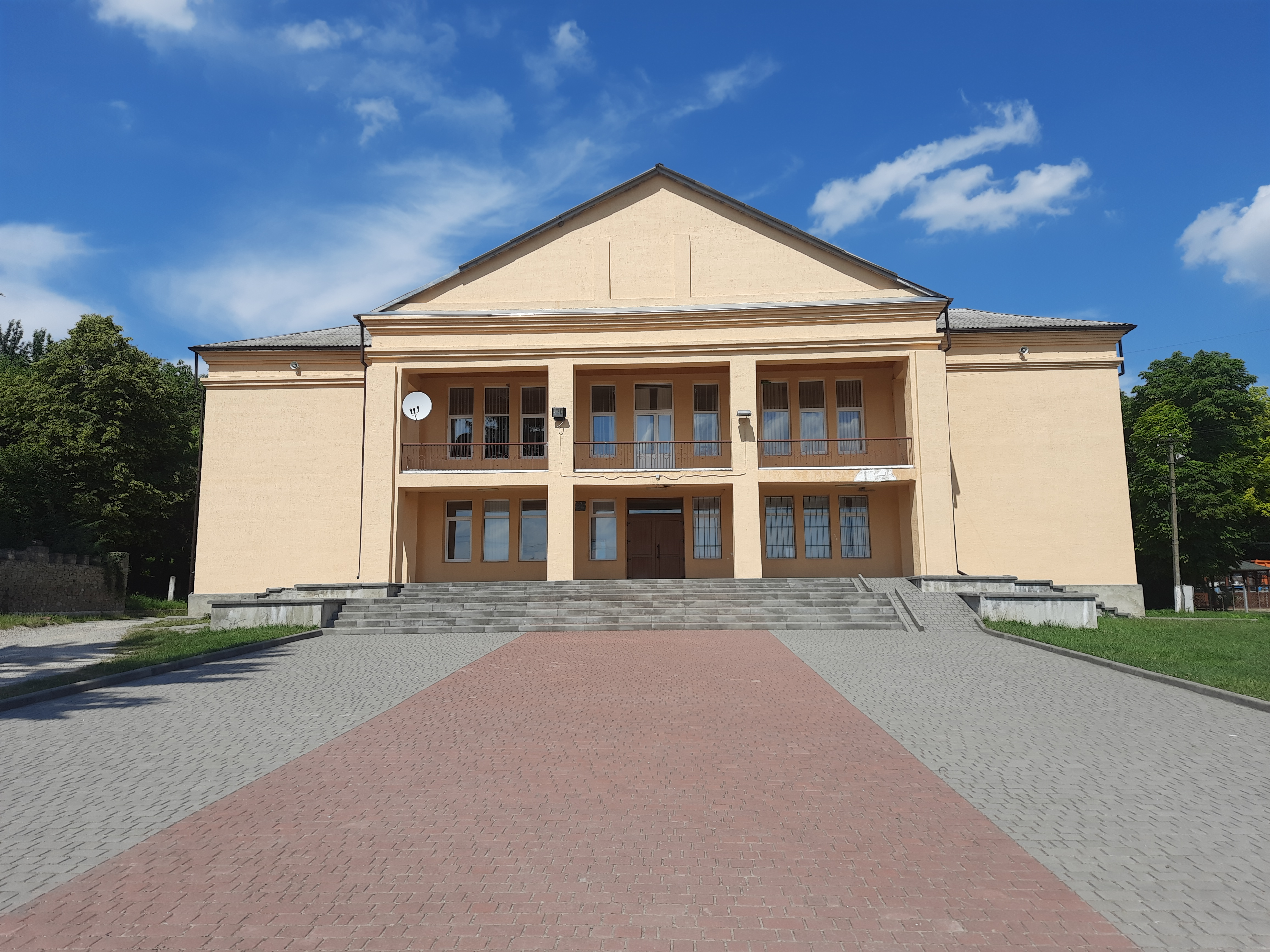
Будинок культури
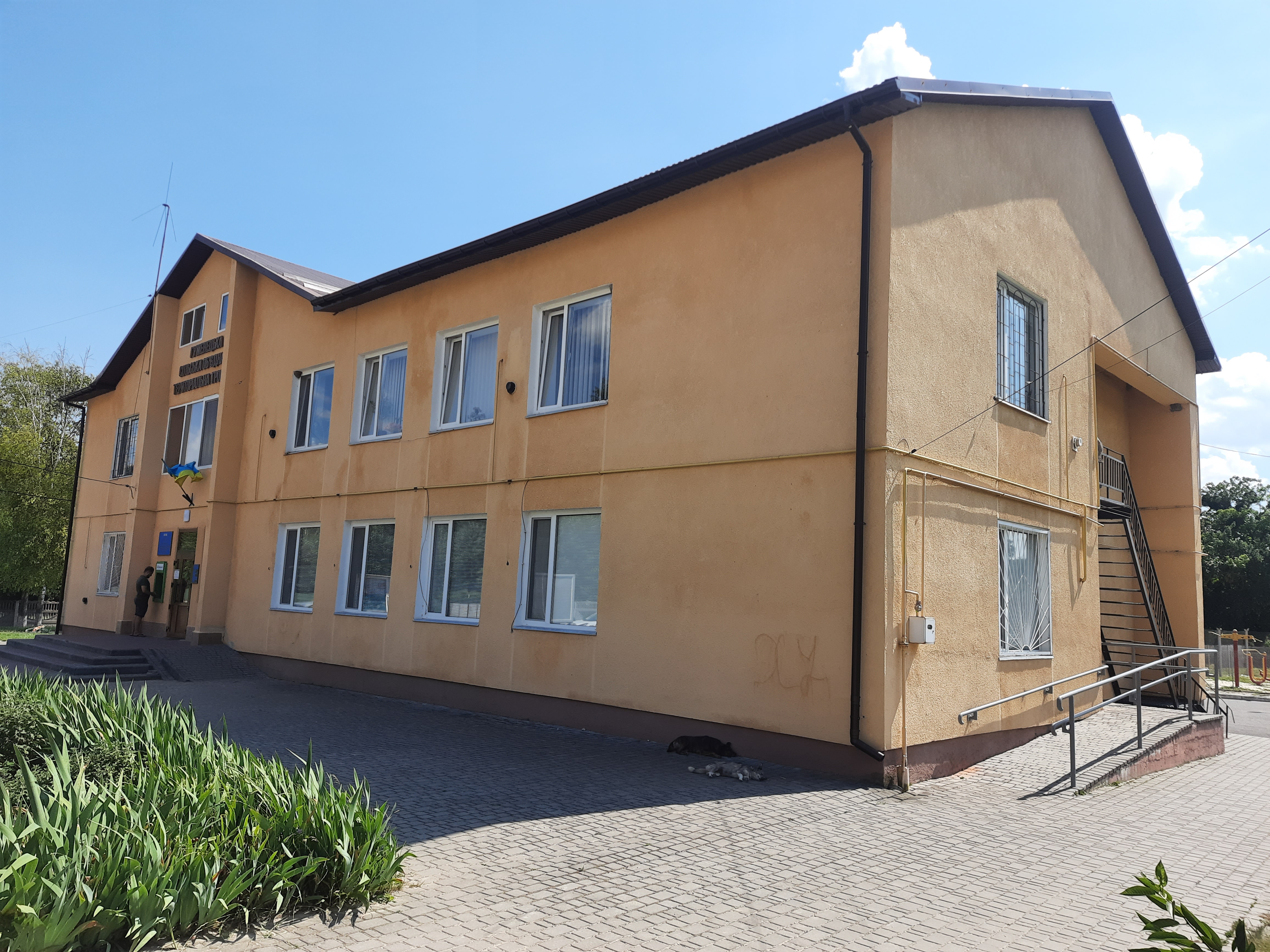
Адмінбудівля